# Эснаф
Эснаф (тур. Esnaf) — организация, объединяющая в Османской империи и Крымском ханстве ремесленников определённой профессии. Возможно, более точной аналогией будет сравнение не с европейскими цехами, а с византийскими ремесленными корпорациями.

## Ремесла в балканских землях под Османской властью
| Ремесло      | Значение                                               |
| ------------ | ------------------------------------------------------ |
| Абаджийство  | Ткачество, производство ткани для мужской одежды - аба |
| Берберы      | Цирюльники                                             |
| Папукчийство | Производство особого вида обуви - папуков              |
| Рабаджийство | Корчевание деревьев упряжкой волов                     |

## В Крымском ханстве
К XVII веке кожевенники, ткачи, ювелиры, филигранщики, чеканщики, литейщики и другие ремесленники объединились в организацию "Эснаф". Во главе стояли выборные лица: глава - эснаф-баши и религиозный протектор - накиб, происходивший из сейидов и владевший подтвердительным ярлыком. Система цехового устройства в Крымском ханстве состояла из хозяйственных и торгово-ремесленных объединений с собственной сферой традиционного опыта, регламентированного исламом . По данным В. В. Гордлевского, исследовавшего организацию цехов у крымских татар, цеха имели своих легендарных покровителей - пиров, из числа мусульманских святых. Цеха пастухов и земледельцев, видимо, сформировались на базе крымскотатарских сельских общин - джемаатов, носивших приходскои характер и регулировавших деятельность по правилам шариата. В городах утверждается собственная система цеховых объединений ремесленников и торговцев, сохранявшая тот же квартально-приходской принцип построения. Об этом свидетельствуют некоторые названия цехов, упоминаемых в списке "Эснаф" и совпадающих с топонимами городских кварталов Бахчисарая. Каждый цех существовал как особая организация со своим выборным органом и уставом, состоящим из норм обычного производственного права с большой примесью элементов шариата. Анализ цеховых уставов свидетельствует об исламской символике цеховых собраний и посвящения в разряд мастеров. Посвящение в мастера происходило на особых празднествах (теферучах) в честь пиров - покровителей ремесел. Они носили характер общецеховых собраний.